# Ferapontovo
Ferapontovo (en russe : Ферапо́нтово) est un hameau du raïon de Kirillov dans l'oblast de Vologda, dans le Nord russe. Sa population s'élevait à 370 habitants au recensement de 2010. Le monastère de Ferapontov, classé à l'Unesco, se trouve dans le village. Le hameau est membre de l'association Les Plus Beaux villages de Russie depuis 2020.

## Géographie
La localité est située dans l'oblast de Vologda, un sujet de la Russie européenne, dans le district fédéral du Nord-Ouest. Ferapontovo est l'une des 472 localités du raïon de Kirillov, un raïon du nord-ouest de l'oblast. Le centre administratif du raïon est la ville de Kirillov.
Ferapontovo, comme tout l'oblast de Vologda, est située dans le fuseau horaire MSK (heure de Moscou). Le décalage horaire appliqué par rapport au temps universel coordonné est +03:00.

## Histoire
Sous l'Empire russe, la localité faisait partie du gouvernement de Vologda.

## Démographie
Recensements (*) et estimations de la population,:
| 2002 * | 2010* | - |
| ------ | ----- | - |
| 398    | 370   | - |

En 2002, sur les 398 habitants, il y avait 99 % de Russes.

## Patrimoine
Dans le village de Ferapontovo se trouve le monastère de Ferapontov, un objet patrimonial culturel d'importance fédérale, inscrit sur la liste du patrimoine mondial de l'UNESCO lors de la 24e session en 2000,.

## Galerie

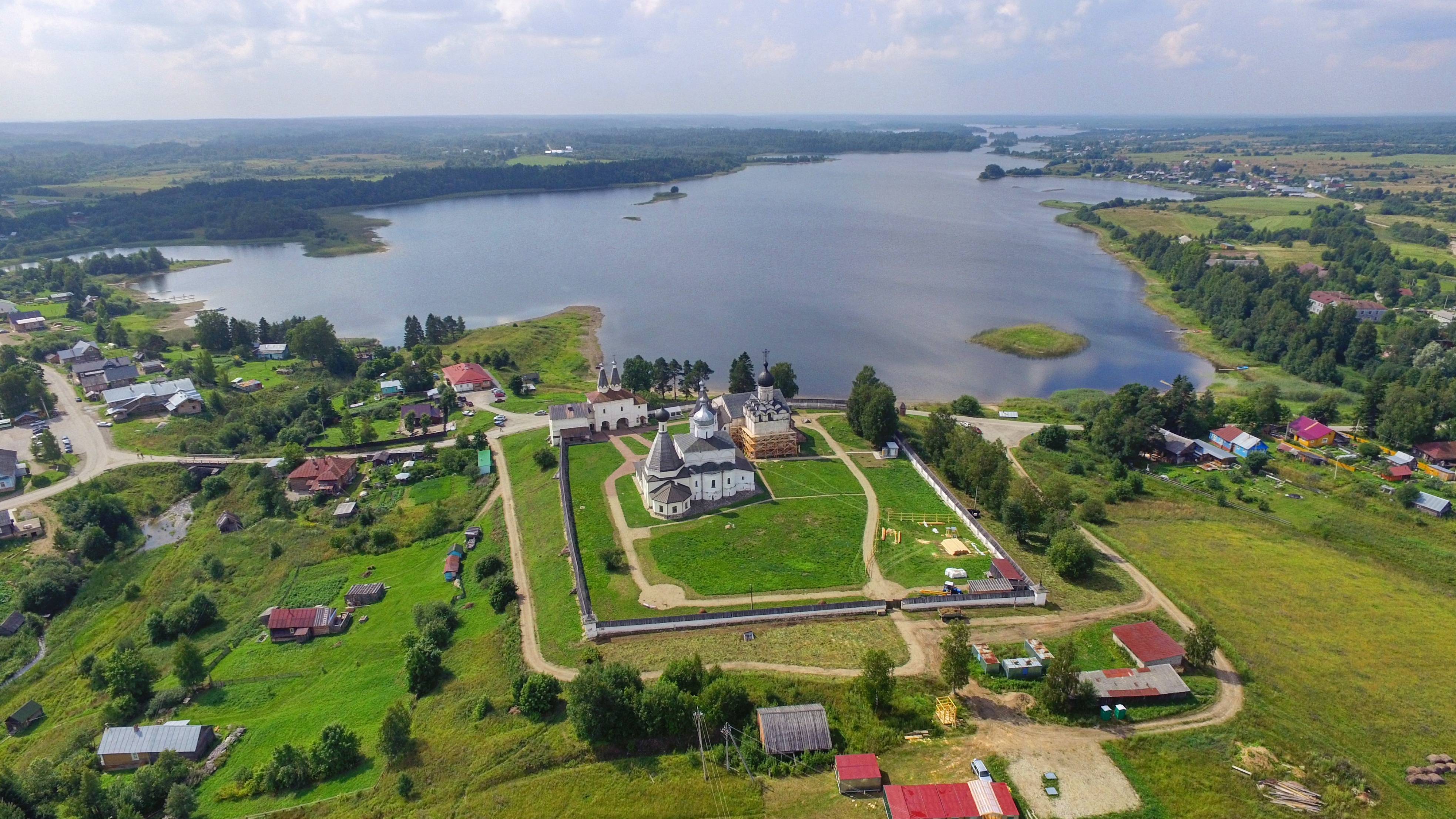
Vue aérienne générale.
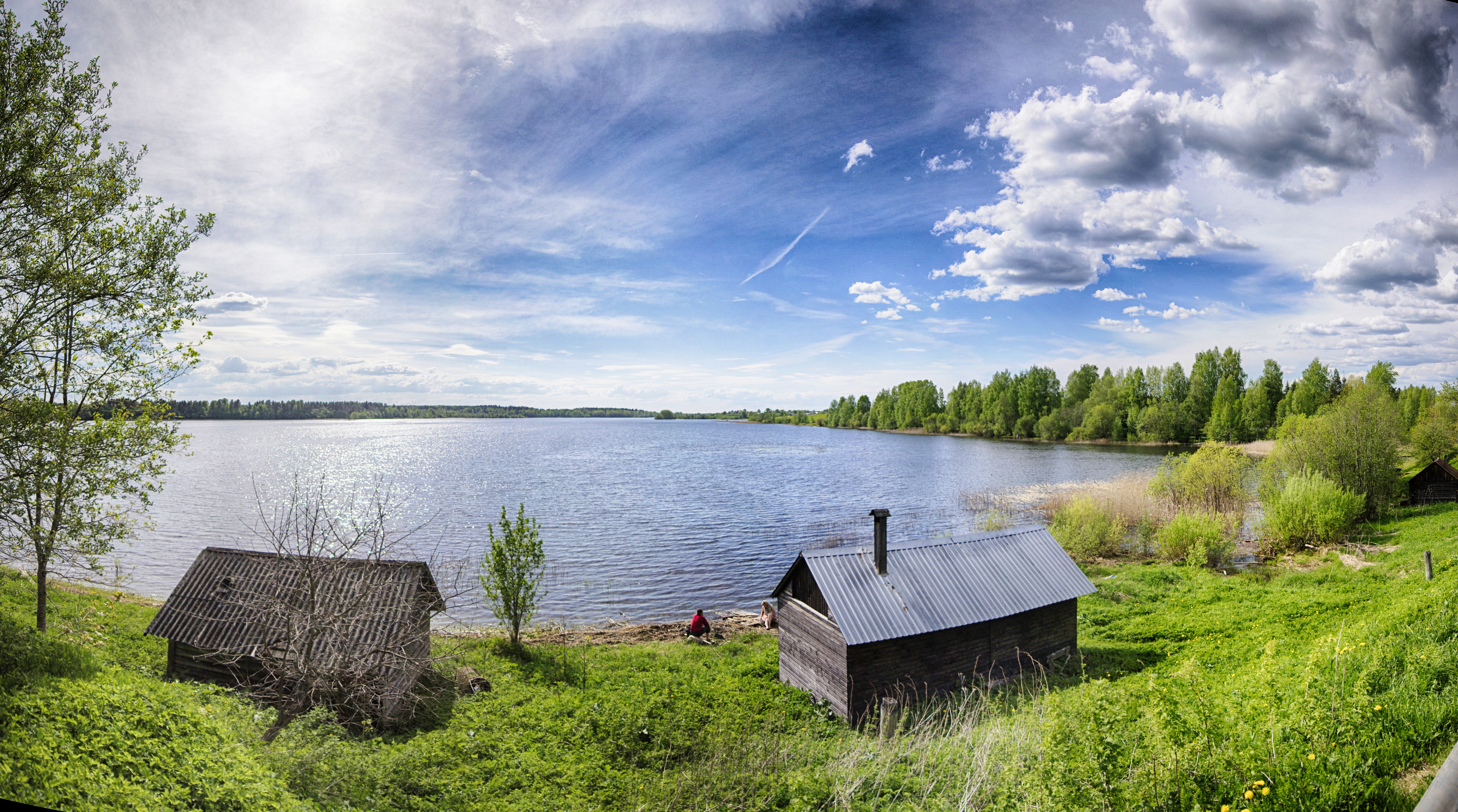
Lac de Ferapontovo.
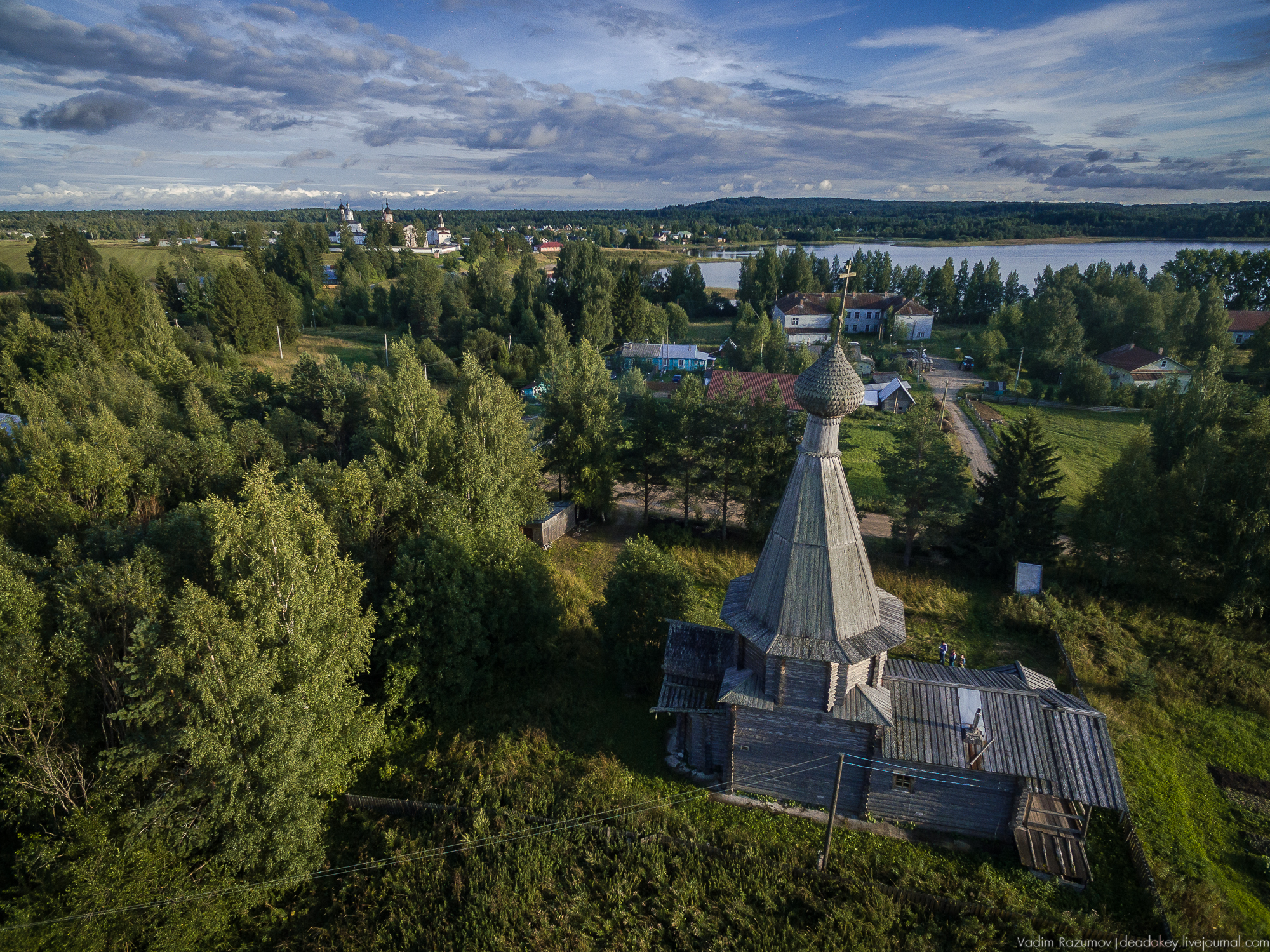
Une église en bois.